# Судзиловский, Дмитрий Владиславович
Дмитрий Владиславович Судзиловский (родился 16 февраля 1969 года, Москва, СССР) — российский рок-музыкант, поэт, педагог, известный также по своему сценическому псевдониму — Судзуки. Основатель групп Тринадцатое Созвездие, Sozvezdие, Судзуки и Сочувствующие и компании А и Б Рекордз, создатель и продюсер многих музыкальных проектов и сборников («Мы Победили», «Рок-н-ролл надувает наши паруса», «Из PUNKта А в PUNKт Б», и др.)

## Биография

### Ранние годы
Судзиловский Дмитрий Владиславович, также известный под псевдонимом «Судзуки», родился в Москве, 16 февраля 1969 года.
В 1986 году окончил московскую среднюю школу № 537, после чего недолго работал разнорабочим на Конно-Спортивном Комплексе «Битца».
Параллельно с этим играл в Московском театре-студии «В Старом Парке» (1986—1987), под руководством Бориса Тудакова, вместе с такими актёрами, как Александр Резалин, Карен Бадалов, Эдуард Радзюкевич, Сергей Дидяев («Пупок»), Михаил Стукалин, Светлана Уварова, Елена Дударева, Юрий Черкасов и другие.
С 1987 по 1989 год служил в Советской Армии, на Западной Украине (на авиационном полигоне «Сатанов», службу на котором Дмитрий отразил в своих песнях).
С 1989 по 1993 год сменил несколько мест работы (в том числе и работал таксистом в 18-м таксомоторном парке Москвы)
С 1991 по 1993 год регулярно выступал в «Рок Кабаре „Кардиограмма“» (руководимом поэтом Алексеем Дидуровым), исполняя собственные песни. В тот период в «Рок Кабаре „Кардиограмма“» выступали также такие авторы и музыканты, как Ольга Арефьева, Вадим Степанцов, Андрей Белов, Владимир Качан, Андрей Селиванов, Александр Акатов-Тверской, Александр Прахов (со своей группой «Прах Шакала»), Михаил Митрофанов (с группой «Асат»), Евгений Восточный и другие.

### Тринадцатое Созвездие
В начале 90-х годов Дмитрий Судзиловский («Судзуки») собирает группу «Тринадцатое Созвездие». Точной даты рождения группы нет, так как первые концерты были эпизодическими, под акустические гитары, и состав участников был не постоянен.
Служили два солдата. Именно так можно начать историю коллектива «Тринадцатое созвездие». Команда была задумана в 1988 г. Дмитрием Сузиловским и Алексеем Кривобоченко во время их службы в рядах Советской Армии на Западной Украине. Первоначально «Тринадцатое созвездие» выглядело так: гитара, барабаны и никакой определенной концепции. Не удивительно, что через год дуэт распадается. Но Сузиловский не оставляет свою идею и в 1991 году, уже в Москве, набирает постоянный коллектив: Андрей Бунин (скрипка), Михаил Митрофанов (бас-гитара), Ян Слуцкер (гитара), Игорь Зубов (барабаны). Впоследствии Бунина сменит Андрей Белов, Митрофанов уйдет в «Адо», а потом в «Тесно». Но это потом. А пока — «Тринадцатое созвездие» записывает свой первый альбом «Новые края» в студии Щукинского училища. Им помогает молодой актёр Виктор Бакин, буквально «с листа» сыграв партию клавиш. В этом же году в рок-кабаре Дидурова ребята записывают «Полигон». Первая студийная работа группы — альбом «Где-то на земле», записанный в 93 году (2 гитары, бас, барабаны и скрипка). Примерно в то же время группа начинает мелькать на радио и телевидении (Русский рок. Малая энциклопедия. Статья «ТРИНАДЦАТОЕ СОЗВЕЗДИЕ»)
Первый альбом «Тринадцатое Созвездие» записывает в 1992 году, а первый электрический состав был собран в 1993 году.
 Два студента — Судзуки (Дмитрий Судзиловский) и Андрей Бунин — решили в то неспокойное и полное сюрпризов время собрать группу, что бы в придачу к житейским проблемам взвалить на себя ещё и целый спектр трудновыполнимых задач по продвижению своего коллектива и русского рока в целом (Журнал «AUDIO VIDEO» #09’2007)
Лидер «Тринадцатого созвездия» Дмитрий Судзиловский, он же «Судзуки», всегда считал, что название группы очень символично для её судьбы. Говорят, что энергетика имени способна влиять на его носителя. Какая-то «колдунья» рассказала Дмитрию, что тринадцатое созвездие — несуществующее, от него несчастья, и рождаются под ним крайне неординарные люди, типа Малюты Скуратова, Сталина или вокалиста финской группы «HIM» Вилле Вало. Судзуки любые казусы списывал на число 13, но в целом история группы — это сплошной хэппенинг, куча приключений и безбашенный экспириенс OPEN MUSIC
Сегодня на счету у группы около двадцати записанных альбомов, основу которых составляют песни авторства Дмитрия.
Через группу прошло много музыкантов. Дмитрий является бессменным руководителем и вокалистом группы.

### А и Б Рекордз
В 1996 году Дмитрий окончил педагогический институт, с дипломом учителя истории. В том же 1996 году организовал свою рекорд-компанию, которая прекратила существование в кризис 1998 года.
Но в 2001 году Дмитрий Судзиловский вновь создаёт рекорд компанию «А и Б Рекордз», впоследствии ставшую культовой на российском панк рок рынке. Руководимая Дмитрием компания «А и Б Рекордз» выпускала на дисках, аудиокассетах и работала с такими музыкальными коллективами, как: Тараканы!, Наив, Элизиум, Пилот, Слот, Приключения Электроников, Разные Люди, 13 Созвездие, Адо, Монгол Шуудан, Бахыт-Компот, Тайм-Аут, Лампасы, Декабрь, Блондинка КсЮ, Пурген, Distemper, Фиги, Тени Свободы, Spitfire, Смех, Все Стволы, Судзуки и Сочувствующие, Коллекция Дней, Петрович и кУмпания, Бензобак, Паразиты, Дочь Монро и Кеннеди и многими другими.
Дмитрий являлся организатором многих фестивалей, в том числе и двух «А и Б фестивалей», первый из которых прошёл в сентябре 2005 года в Московском Байк-Центре.
Кроме того Дмитрий Судзиловский задумал, организовал и выпустил на дисках проект «Мы Победили», где многие российские группы пели известные песни, посвящённые Великой Отечественной войне. Сам Дмитрий исполнил для этой пластинки песню Булата Окуджавы «Десятый наш десантный батальон».

Ирина Красильникова (корреспондент) — Расскажите о вашем участии в сборнике военных песен «Мы Победили!» (2006). Вы сами выбрали песню для исполнения — «Десятый наш десантный батальон» Булата Окуджавы?

Дмитрий Судзиловский — Песню я выбрал сам. И идея этого сборника была моя. Сейчас, как мне кажется, происходит забывание и попрание подвигов наших дедов в той войне. Это неправильно, и надо было об этом напомнить. Кроме того, песня сама очень хорошая. С вдовой Окуджавы (Ольгой Владимировной) я встречался лично сам, спрашивал разрешение на исполнение этой песни. Она сказала, что сначала должна песню послушать в нашем исполнении. На удивление, она ей понравилась, и даже очень!(Журнал «ROCKCOR» № 3 (74) 2008 ISSN 0132-8664)

### Другое
Дмитрий Судзиловский является автором и исполнителем нескольких десятков песен, где ему принадлежат и музыка и текст, а также нескольких десятков песен написанных в соавторстве, где ему принадлежит только текст.
Дмитрий также является режиссёром и монтажёром некоторого количества видеоклипов, самый известный из которых «Рок-н-ролл надувает наши паруса». Работу над этим клипом (как и над многими другими) от начала до конца (от сценария и съёмок до монтажа) он проделал сам.
Монтаж Дмитрия также можно оценить, посмотрев некоторые концерты других российских коллективов. Например, концертное DVD группы Приключения Электроников, или концертное DVD группы Элизиум «Радуга Live», концертные сборники «Из PUNKта А в PUNKт Б» (1 и 2), «Высшая Школа Панка Шагает по Стране». Как правило, это концертные видео, снятые любительскими камерами (фанатами). Как выразился вокалист группы Приключения Электроников Андрей Шабаев: «Дима может из дерьма конфетку сделать»
Как приглашённый вокалист и бек вокалист Дмитрий Судзиловский участвовал в записи таких альбомов российских рок и панк групп, как:
- Наив «Живой и Невредимый» — песня «Пропаганда и Реклама»
- Элизиум «Радуга Live» — песня «Словно Будда»

На короткое время вновь появилась трепетная Аня Куликова, чтобы передать для исполнения «Словно Будда» микрофон издателю «Радуги» Дмитрию Судзиловскому («Созвездие»). Клокочущий и настырный голос Судзуки имеет мало общего с медитативным состоянием, которое завещал человечеству Будда Гаутама. Тем весомее интрига.KM.RU(Денис Ступников)
- Тараканы! «Властелины Вселенной»
- Лосьон «Спорткостюм» — «Грязевые Ванны»
- Пурген «Трансформация Идеалов» — песня «Климат»
- Блондинка КсЮ «Барби-убийцы» — песня «Свобода»
- Total Twister Tomatos — песня «Гости едут»

### Судзуки и Сочувствующие
В 2007 году, параллельно с группой Тринадцатое Созвездие Дмитрий Судзиловский создаёт новый музыкальный проект «Судзуки и Сочувствующие», в котором он также является вокалистом и автором песен. От рок группы Тринадцатое Созвездие проект Судзуки и Сочувствующие отличает мягкость и лиричность звучания.
 Но вот что интересно, Судзуки всю свою сознательную музыкальную жизнь занимался рок-музыкой — тяжелой и не очень. Группа, возглавляемая им, поменяла название с «Тринадцатого Созвездия» на лаконичное — «Sozvezdие» и обрела популярность в кругах почитателей отечественного рока. Судзуки никогда не придерживался четкой музыкальной колеи, смело экспериментировал со стилями и направлениями, но всегда ставил во главу угла Песню. Несмотря на всю эклектичность альбомов «Sozvezdия», задуманный лирический проект, по мнению артиста, никак не вписывался в рамки фирменного саунда группы. И хотя «товарищи по несчастью», объединившиеся в работе над новым материалом, все до единого — рок-музыканты, стало ясно, что это уже не рок, а что-то другое. Нечто гораздо более легкое и романтичное. Бывший гитарист «Тринадцатого Созвездия», а ныне музыкант группы «7Б» Андрей Белов предложил на первый взгляд странное и в то же время ироничное название — «Судзуки & сочувствующие» (Журнал «AUDIO VIDEO» #02’2009)
В записи альбомов этого проекта принимают участие многие известные музыканты: Павел Молчанов, Рушан Аюпов, Александр Чекушкин, Колян Богданов, Иван Изотов, Александр Комаров, Мирза Мирзоев, Дмитрий Стукалов и многие другие. Одну песню записывают музыканты цыганского ансамбля «Кар-Мэн».
В том же 2007 году Дмитрий пишет книгу «Точка Невозврата», в основу сюжета которой (как и в основу содержания одноимённого музыкального альбома) легла реальная любовная история, произошедшая с Дмитрием.

### Настоящее время
В 2008 году Дмитрий Судзиловский открыл студию «А и Б», где записывают свои песни и альбомы молодые и известные российские музыкальные коллективы.
Параллельно с 2010 года Дмитрий Судзиловский преподаёт российскую и мировую историю в общеобразовательной школе.

## Семья
- Жена — Судзиловская Светлана Николаевна
- Сын — Судзиловский Иван Дмитриевич

## Родители
- Отец — Судзиловский Владислав Юрьевич (Юргенович) — кандидат физико-математических наук, учёный, автор научных работ и книг. Последняя работа — «Моделирование и алгоритмизация в САПР», в которой:

 Излагаются методы построения математических моделей геометрических объектов и особенности их компьютерной реализации. Даны основные сведения из дифференциальной геометрии, теории аппроксимации, численных методов. Особое внимание уделено применению метода конечных элементов для решения задач геометрических аппроксимаций на основе оригинального авторского подхода к построению наборов базисных функций, удовлетворяющих требованиям информационной не избыточности. Показано, что разработанные методы, являются естественным обобщением традиционных. Подробно рассмотрены способы моделирования различных кривых и поверхностей, а также алгоритмы выполнения операций над ними. Изложено применение рассмотренных подходов к задачам геометрического моделирования и компьютерной графики. Представляет интерес для специалистов в области прикладной математики, геометрического моделирования, разработчиков систем автоматизированного проектирования и компьютерной графики. Может быть использована в качестве учебного пособия для студентов соответствующих специальностей.(Книга. Ру)
Умер в 1997 году.
- Мать — Судзиловская (Косогорова) Раиса Ивановна.
- Есть младшая сестра — Судзиловская Александра Владиславовна.

## Дискография

### Тринадцатое Созвездие
- 1992 «Новые края»
- 1992 «Полигон»
- 1993 «Не спетая песня»
- 1993 «Где-то на земле»
- 1993 «В гостях у сказки»
- 1994 «Сон Никанора Ивановича»
- 1995 «Понемногу становлюсь я дураком»
- 1996 «Трепыхаться не стоит»
- 1996 «Пошлость»
- 1998 «Шансон»
- 1999 «Театр-Live»
- 2001 «Колобок»
- 2005 «А на нашей улице весна»
- 2007 «Принцип жесткой нарезки»
- 2009 «Третий Рим»
- 2011 «Реабилитация Мозга»
- 2014 «Мы отсюда родом»
- 2015 «Война и Мир»
- 2016 «Буря в стакане»
- 2018 «Чужие среди своих»
- 2022 «Война» (сингл)
- 2023 «Бардак в Голове»

### Судзуки и Сочувствующие
- 2008 «Точка Невозврата»
- 2010 «Я в пути»
- 2021 «Песня без берегов»

### Временное Правительство
- 2000 «Союз 720»

### Другие проекты, гостевое участие
- Пчела Love «Рэп Русских Равнин» — вокал и бэк вокал (иногда альбом включают в официальную дискографию группы Тринадцатое Созвездие) - 2000 год
- Наив «Живой и Невредимый» — песня «Пропаганда и Реклама» (вокал)
- Наивные Песни — песня «Сэ-Ля-Ви»
- Мы Победили! — песня «Десятый наш десантный батальон»
- Небо и Земля (Трибьют группы Аквариум — песня «Держатся корней»
- Трибьют группы E.S.T. — песня «Терапия для души»
- Элизиум «Радуга Live» — песня «Словно Будда» (вокал)
- Тараканы! «Властелины Вселенной» (хор)
- Лосьон «Спорткостюм» — «Грязевые Ванны» (вокал)
- Пурген «Трансформация Идеалов» — песня «Климат» (вокал)
- Блондинка КсЮ «Барби-убийцы» — песня «Свобода» (бэк вокал)
- Total Twister Tomatos — песня «Гости едут» (вокал)

## Книги
- Точка Невозврата

## Пресса

### Периодика
- Журнал «Audio Video» (Статья «Судзуки и Сочувствующие»)
- Энциклопедия Русского Рока (Издательство A.T.Publishing — 2008)[прояснить]
- Первый Российский Иллюстрированный Рок-Журнал «ROCKCOR».[прояснить]
- Журнал «FUZZ»[прояснить]
- Журнал «Московский Музыкант»[прояснить]
- Журнал «АвтоЗвук»[прояснить]
- и другие издания[прояснить]

### Интернет
- SALONAV — «Судзуки & сочувствующие»
- OPEN MUSIC

(раздел находится в разработке, в ближайшее время появятся обновления)